# Torneo Albert Schweitzer 2018
Il Torneo Albert Schweitzer 2018 si è svolto nel 2018 nella città tedesca di Mannheim.

## Classifica finale
| Pos.    | Squadra     |
| ------- | ----------- |
| Oro     | Germania    |
| Argento | Australia   |
| Bronzo  | Italia      |
| 4.      | Russia      |
| 5.      | Francia     |
| 6.      | Israele     |
| 7.      | Stati Uniti |
| 8.      | Argentina   |
| 9.      | Turchia     |
| 10.     | Cina        |
| 11.     | Egitto      |
| 12.     | Giappone    |